# Port lotniczy Aleksandria
Port lotniczy Aleksandria – lotnisko w Egipcie, znajduje się 7 km na południowy wschód od miasta Aleksandria.